# Vikariáty a farnosti pražské arcidiecéze
Pražská arcidiecéze římskokatolické církve je rozčleněna do 14 vikariátů. Vikariáty mají přibližně velikost okresů, ale svými hranicemi se s okresy nekryjí. Kromě 14 okrskových vikariátů působí v Praze i vojenský vikariát s celostátní působností.
Arcidiecéze pražská sdružuje v jednotlivých vikariátech 247 farností, z nichž přímo spravovaných (obsazených) je 124, ostatní jsou spravovány excurrendo (dojížděním faráře nebo administrátora z obsazené farnosti). Celkem má arcidiecéze 260 kněží, z toho téměř 100 řeholních. V arcidiecézi se nachází 757 kostelů a kaplí. Rozloha arcidiecéze činí 8990 km2, počet obyvatel území byl podle sčítání lidu v roce 2001 2,1 miliónu, z toho 365 tisíc uvedlo při sčítání římskokatolické vyznání. V bývalých sídlech farnosti je v některých případech zřízena farní expozitura.
Specialitou je, že kromě územních farností se v arcidiecézi nalézá také několik personálních farností, které nejsou vymezeny územně. Zatím jsou tři – Římskokatolická akademická farnost Praha, Polská římskokatolická farnost a Slovenská římskokatolická farnost. Jejich počet se má v rámci reformy (obnovy) farností zvyšovat, uvažuje se také například o vietnamské nebo německé farnosti v Praze.

## Slučování farností
V Pražské arcidiecézi jsou postupně po vikariátech hromadně slučovány farnosti zejména tak, že dlouhodobě neobsazené jsou připojovány k funkčním, z nichž byly již dlouho spravovány, aby farnosti byly soběstačné a funkční komunity, jde tedy o přizpůsobení organizační struktury faktickému stavu, což přináší zjednodušení účetnictví a výkaznictví, vedení matrik atd. Tento proces začal být v arcidiecézi projednáván na podzim 2002 
V první fázi, v roce 2003, byla sídla několika desítek neobsazených farností formálně přemístěna na adresu farností, z nichž byly spravovány.
Počínaje rokem 2004 byly sloučeny farnosti v rakovnickém (1. 1. 2004), kolínském (1. 1. 2005), staroboleslavském (1. 1. 2006), roudnickém (podřipském) (1. 1. 2006), berounském (1. 7. 2006) a vlašimském (1. 1. 2008) vikariátu, přípravy jsou nejpokročilejší v kladenském. Počet farností zatím klesl z 378 na 274.
Psycholog a místní farník Jeroným Klimeš a další lidé na příkladu rušení farnosti Líbeznice dokládali, že při slučování farností nebyla dodržena základní pravidla komunikace. Vytýkali představitelům arcidiecéze, že dokumenty o zrušení byly zřejmě o několik měsíců antedatované či opožděně zaslané a že dokonce i farář se o zrušení farnosti dozvěděl až několik dnů po jeho účinnosti, přičemž předem s farníky ani knězem nikdo změnu nejen neprojednal (ačkoliv sloučení bylo navrženo již 12. 4. 2002, například kardinál Vlk při návštěvě farnosti 26. 6. 2005 se o chystaném sloučení k 1. 1. 2006 ani nezmínil), ale ani jim je neoznámil. Čtyři mluvčí včetně Klimeše zaslali na arcibiskupství jménem farníků dopis, v němž vyjádřili nesouhlas se sloučením, k dopisu se pak svými podpisy připojilo více než 30 farníků.

## Přehled

### I. pražský vikariát
Zahrnuje 4 historická pražská města a Strahov. Ve vikariátu je 23 farností. Působí zde asi 30–50 kněží a jáhnů, z velké části řeholních. Ke slučování farností dochází postupně, sloučeny byly například farnosti na Malé Straně, dále některým klášterním kostelům byl přiznán zvláštní status a byly začleněny do větší farnosti.

Okrskovým vikářem je Vladimír Kelnar.
- Římskokatolická farnost Praha-Hradčany
- Římskokatolická farnost u kostela sv. Tomáše Praha-Malá Strana, 1. července 2004 do ní byly sloučeny Římskokatolická farnost u kostela sv. Mikuláše Praha-Malá Strana a Římskokatolická farnost u kostela Panny Marie pod řetězem Praha-Malá Strana. Současně byly zrušeny duchovní správy u kostela Panny Marie Vítězné svatého Antonína Paduánského Praha-Malá Strana a u kostela Panny Marie Matky ustavičné pomoci Praha-Malá Strana a jejich kostely změněny na klášterní.[10]
- Římskokatolická farnost u kostela sv. Jindřicha Praha-Nové Město
- Římskokatolická farnost u kostela Panny Marie Sněžné Praha-Nové Město
- Římskokatolická farnost u kostela sv. Petra Praha-Nové Město
- Římskokatolická farnost u kostela sv. Vojtěcha Praha-Nové Město
- Římskokatolická farnost u kostela sv. Ducha Praha-Staré Město
- Římskokatolická farnost u kostela sv. Františka z Assisi Praha-Staré Město
- Římskokatolická farnost u kostela sv. Haštala Praha-Staré Město
- Římskokatolická farnost u kostela sv. Jiljí Praha-Staré Město
- Římskokatolická farnost u kostela Matky Boží před Týnem Praha-Staré Město
- Římskokatolická farnost u kostela Nanebevzetí Panny Marie Praha-Strahov
- Římskokatolická farnost u kostela sv. Apolináře Praha-Nové Město
- Římskokatolická farnost u kostela Nejsvětější Trojice v Podskalí Praha-Nové Město
- Římskokatolická farnost u kostela sv. Štěpána Praha-Nové Město
- Římskokatolická duchovní správa u kostela sv. Josefa Praha-Malá Strana
- Římskokatolická duchovní správa u kostela sv. Kříže Praha-Nové Město
- Římskokatolická duchovní správa u kostela Nanebevzetí Panny Marie Praha-Nové Město
- Římskokatolická duchovní správa u kostela sv. Jana Nepomuckého Praha-Nové Město
- Římskokatolická duchovní správa u kostela sv. Ignáce Praha-Nové Město
- Římskokatolická duchovní správa u kostela sv. Jana Nepomuckého Praha-Hradčany

- Římskokatolická akademická farnost Praha, zřízena od 1. října 2004, zároveň zrušena Římskokatolická duchovní správa u kostela Nejsv. Salvátora Praha-Staré Město [3]
- Polská římskokatolická farnost, zřízena od 1. ledna 2005 u kostela sv. Jiljí na Starém Městě [3]

Přibližně v září 2003 byla zrušena Římskokatolická duchovní správa u kostela sv. Jiří Praha – Hradčany a Římskokatolická duchovní správa u kostela Všech svatých Praha – Hradčany 
1. ledna 2004 byla zrušena Římskokatolická farnost u sv. Jakuba Staršího Praha – Staré Město, kostel byl změněn na klášterní, území převedeno pod farnost u Matky Boží před Týnem.
1. ledna 2004 byla zrušena Římskokatolická duchovní správa u kostela sv. Josefa Praha – Nové Město, kostel byl změněn na klášterní.
1. července 2004 byla zrušena Duchovní správa u kostela sv. Benedikta Praha – Hradčany, kostel byl změněn na klášterní 
1. října 2004 byla zrušena Římskokatolická duchovní správa u kostela Panny Marie Bolestné (U Alžbětinek) Praha – Nové Město, kostel byl změněn na klášterní, území bylo začleněno pod farnost u kostela Nejsvětější Trojice v Podskalí.
1. ledna 2005 byla zrušena Římskokatolická duchovní správa u kostela sv. Voršily Praha – Nové Město, kostel byl změněn na klášterní a území začleněno do farnosti u kostela sv. Vojtěcha.
1. ledna 2006 byla zrušena Římskokatolická farnost u kostela Nejsvětější Trojice Praha – Nové Město 

### II. pražský vikariát
Zahrnuje západní část Prahy, zhruba obvody Praha 5 a Praha 6, a několik příměstských farností. Ve vikariátu je 22 farností (v době, kdy jich bylo 20, jich 14 bylo spravováno přímo a zbylé excurrendo). Okrskovým vikářem je Mgr. Josef Ptáček. Působí zde 29 kněží, 1 jáhen a 9 pastoračních asistentů. Je zde 54 kostelů a kaplí. Slučování farností je ve fázi vzdálené přípravy.

- Římskokatolická farnost u kostela sv. Filipa a Jakuba Praha-Hlubočepy (od 1. ledna 2008 k ní byla přičleněna rušená Římskokatolická farnost u kostela sv. Vavřince Praha-Jinonice)
- Římskokatolická farnost u kostela Nejsvětější Trojice Praha-Košíře
- Římskokatolická farnost u kostela sv. Petra a Pavla Praha-Radotín
- Římskokatolická farnost u kostela Všech svatých Praha-Slivenec
- Římskokatolická farnost u kostela sv. Václava Praha-Smíchov
- Římskokatolická farnost u kostela sv. Jakuba Staršího Praha-Stodůlky
- Římskokatolická farnost u kostela sv. Jakuba Staršího Praha-Zbraslav, od 1. července 2009 k ní byly sloučeny farnosti: Vrané nad Vltavou a Zlatníky[18]
- Římskokatolická farnost u kostela sv. Markéty Praha-Břevnov
- Římskokatolická farnost u kostela sv. Gotharda Praha-Bubeneč
- Římskokatolická farnost u kostela sv. Matěje Praha-Dejvice (od 1. září 2008 byl Suchdol přeřazen z farnosti Únětice do farnosti u sv. Matěje v Dejvicích a ZSJ Starý Sedlec B z farnosti Roztoky u Prahy k farnosti u sv. Matěje v Dejvicích[19])
- Římskokatolická farnost u kostela sv. Fabiána a Šebestiána Praha-Liboc
- Římskokatolická farnost u kostela sv. Cyrila a Metoděje Praha-Nebušice (od 1. září 2008 byla obec Horoměřice přeřazena z farnosti Únětice do farnosti Praha-Nebušice[19])
- Římskokatolická farnost u kostela sv. Norberta Praha-Střešovice
- Římskokatolická farnost Hostivice
- Římskokatolická farnost Ořech
- Římskokatolická farnost Roztoky u Prahy, od 1. ledna 2006 do ní byly sloučeny farnosti Libčice nad Vltavou, Tursko [20][21]; od 1. září 2008 byla ZSJ Starý Sedlec B přeřazena z farnosti Roztoky u Prahy k farnosti u sv. Matěje v Dejvicích[19]. Od 1. září 2008 byla obec Horoměřice přeřazena z farnosti Únětice do farnosti Praha-Nebušice, Praha-Suchdol byl přeřazen z farnosti Únětice do farnosti u sv. Matěje v Dejvicích[19]. Od 1. ledna 2009 do ní byly sloučeny farnosti: Budeč-Kováry, Koleč, Noutonice, Únětice[22].
- Římskokatolická farnost Třebotov
- Římskokatolická farnost Tuchoměřice, od 1. ledna 2009 do ní byla sloučena farnost Středokluky, a farnost se stála součástí II. pražského vikariátu[23]
- Římskokatolická farnost u kostela sv. Martina Praha-Řepy
- Římskokatolická duchovní správa u kostela sv. Gabriela Praha-Smíchov
- Římskokatolická duchovní správa u kostela Panny Marie Vítězné Praha-Řepy
- Římskokatolická duchovní správa u kostela sv. Vojtěcha Praha-Dejvice

K 1. lednu 2005 byla zrušena Římskokatolická duchovní správa u kostela sv. Václava Praha-Dejvice, zřízená po roce 1990, a kostel byl změněn na rektorátní.

### III. pražský vikariát
Zahrnuje jihovýchodní část Prahy, zejména obvody Praha 4 a Praha 10. Ve vikariátu je 19 farností, z toho 15 je spravováno přímo a 4 (Braník, Podolí, Koloděje a Jirny) excurrendo, ještě nedlouho předtím bylo obsazeno všech 19 farností. Okrskovým vikářem je P. Stanisław Góra. Ve vikariátu je 34 kostelů a kaplí a působí zde 25 kněží, 4 jáhni a 6 pastoračních asistentů. Slučování farností dosud neproběhlo.

- Římskokatolická farnost u kostela svaté Ludmily Praha-Vinohrady
- Římskokatolická farnost u kostela svatého Petra a Pavla Praha-Vyšehrad
- Římskokatolická farnost u kostela Nejsvětějšího Srdce Páně Praha-Vinohrady
- Římskokatolická farnost u kostela svatého Prokopa Praha-Braník
- Římskokatolická farnost u kostela svatého Františka z Assisi Praha-Chodov
- Římskokatolická farnost u kostela svatého Jakuba Staršího Praha-Kunratice
- Římskokatolická farnost u kostela Panny Marie Královny míru Praha-Lhotka
- Římskokatolická farnost u kostela Narození Panny Marie Praha-Michle
- Římskokatolická farnost u kostela Nanebevzetí Panny Marie Praha-Modřany
- Římskokatolická farnost u kostela svatého Václava Praha-Nusle
- Římskokatolická farnost u kostela svatého Michaela Archanděla Praha-Podolí
- Římskokatolická farnost u kostela svaté Anežky České Praha-Spořilov
- Římskokatolická farnost u kostela Povýšení svatého Kříže Praha-Koloděje
- Římskokatolická farnost u kostela Stětí svatého Jana Křtitele Praha-Hostivař
- Římskokatolická farnost u kostela Neposkvrněného Početí Panny Marie Praha-Strašnice
- Římskokatolická farnost u kostela Všech svatých Praha-Uhříněves
- Římskokatolická farnost u kostelů svatého Mikuláše a svatého Václava Praha-Vršovice
- Římskokatolická farnost u kostela svatého Jakuba Staršího Praha-Petrovice
- Římskokatolická farnost Jirny: do III. pražského vikariátu byla připojena od 1. května 2006.[2]

1. ledna 2004 byla zrušena Duchovní správa u Nejsv. Srdce Ježíšova Praha-Malešice.

### IV. pražský vikariát
Zahrnuje severovýchodní část Prahy, zhruba obvody Praha 7, Praha 8 a Praha 9, a 2 příměstské farnosti. Ve vikariátu je 17 farností, z toho 12 spravovaných přímo a 5 excurrendo. Okrskovým vikářem je Miroslav Cúth. Ve vikariátu je 39 kostelů a kaplí, působí zde 26 kněží, 2 jáhni a 4 pastorační asistenti. Sloučeny byly zatím jen tři žižkovské farnosti (sv. Roch a sv. Anna ke sv. Prokopu).
 Od 1. ledna 2006 byly zrušeny farnosti Klecany a Líbeznice a připojeny k farnosti Odolena Voda, která byla z podřipského vikariátu převedena do IV. pražského.
- Římskokatolická farnost u kostela sv. Prokopa Praha-Žižkov, 1. ledna 2005 do ní byla sloučena Římskokatolická farnost u kostela sv. Anny Praha-Žižkov a Římskokatolická farnost u kostela sv. Rocha Praha-Žižkov [30]
- Římskokatolická farnost u kostela sv. Antonína Padovského Praha-Holešovice
- Římskokatolická farnost u kostela sv. Petra a Pavla Praha-Bohnice
- Římskokatolická farnost u kostela sv. Cyrila a Metoděje Praha-Karlín
- Římskokatolická farnost u kostela sv. Terezie od Dítěte Ježíše Praha-Kobylisy
- Římskokatolická farnost u kostela sv. Vojtěcha Praha-Libeň
- Římskokatolická farnost Praha-Čakovice
- Římskokatolická farnost u kostela Nanebevzetí Panny Marie Praha-Dolní Počernice
- Římskokatolická farnost u kostela sv. Jiří Praha-Hloubětín
- Římskokatolická farnost u kostela sv. Ludmily Praha-Chvaly
- Římskokatolická farnost u kostela sv. Bartoloměje Praha-Kyje
- Římskokatolická farnost u kostela sv. Václava Praha-Prosek
- Římskokatolická farnost u kostela Nanebevzetí Panny Marie Praha-Třeboradice
- Římskokatolická farnost u kostela Povýšení sv. Kříže Praha-Vinoř
- Římskokatolická farnost u kostela Krista Krále Praha-Vysočany
- Římskokatolická farnost u kostela sv. Alžběty Praha-Kbely
- Římskokatolická farnost Odolena Voda, od 1. ledna 2006 do ní byly sloučeny farnosti Klecany, Líbeznice a celá farnost byla převedena z Podřipského do IV. pražského vikariátu [20][21]
- Římskokatolická kvazifarnost Praha-Na Balkáně

### Vikariát Podřipsko
Ve vikariátu jsou 4 farnosti. Okrskovým vikářem je Josef Ptáček. Působí zde 5 kněží, 1 jáhen a několik pastoračních asistentů a asistentek, je zde 62 kostelů a kaplí.
 Farnosti byly sloučeny od 1. ledna 2006.
- Římskokatolická farnost Roudnice nad Labem, od 1. ledna 2006 do ní byly sloučeny farnosti Bechlín, Cítov u Mělníka, Černouček, Hořín, Lužec nad Vltavou, Račiněves, Vliněves, Vrbno u Mělníka
- Římskokatolická farnost Budyně nad Ohří, od 1. ledna 2006 do ní byly sloučeny farnosti Charvatce, Ječovice, Nížebohy
- Římskokatolická farnost Kralupy nad Vltavou, od 1. ledna 2006 do ní byly sloučeny farnosti Nelahozeves, Chržín, Chvatěruby, Veltrusy, Velvary, Vepřek, Zeměchy
- Římskokatolická farnost Neratovice, od 1. ledna 2006 do ní byly sloučeny farnosti Hostín, Chlumín, Kojetice, Obříství

### Vikariát Kladno
Ve vikariátu je 6 farností, všechny spravováné přímo. Okrskovým vikářem je Jaroslav Kučera. Působí zde 12 kněží, 2 jáhni (Kladno) a 2 pastorační asistenti (Slaný a Peruc). Je zde 96 kostelů a kaplí.
- Římskokatolická farnost u kostela Nanebevzetí Panny Marie Kladno, od 1. ledna 2009 do ní byly sloučeny farnosti: kvazifarnost u kostela sv. Mikuláše Kladno-Švermov, farnost u kostela sv. Mikuláše Kladno-Vrapice [33]
- Římskokatolická farnost u kostela sv. Václava Kladno-Rozdělov, od 1. ledna 2009 do ní byly sloučeny farnosti: Buštěhrad, Dřetovice, Libušín[34]
- Římskokatolická farnost Slaný, od 1. ledna 2009 do ní byly sloučeny farnosti: Hořešovice, Kvílice, Pozdeň, Tuřany, Zvoleněves[35]
- Římskokatolická farnost Smečno, od 1. ledna 2009 do ní byly sloučeny farnosti: Malíkovice, Pchery, Stochov, Tuchlovice[36]
- Římskokatolická farnost Unhošť, od 1. ledna 2009 do ní byly sloučeny farnosti: Družec, Hostouň u Kladna, Svárov
- Římskokatolická farnost Zlonice, od 1. ledna 2009 do ní byly sloučeny farnosti: Budeničky, Hobšovice, Klobuky v Čechách, Panenský Týnec, Peruc, Slavětín nad Ohří, Smolnice, Vraný u Slaného, Vrbno nad Lesy[37], a od 1. ledna 2010 farnosti: Radonice nad Ohří a Kmetiněves[38]

### Vikariát Rakovník
Ve vikariátu jsou 4 farnosti, všechny spravované přímo. (K 1. 1. 2004 se počet farností snížil z 26 na 4.) Okrskovým vikářem je Ján Petrovič. Působí zde 4 kněží, žádný jáhen ani pastorační asistent. Je zde 56 kostelů a kaplí.

- Římskokatolická farnost Nové Strašecí, od 1. ledna 2004 do ní byly sloučeny farnosti Hředle, Lány, Mšec, Řevničov, Srbeč
- Římskokatolická farnost Petrovice u Rakovníka, od 1. ledna 2004 do ní byly sloučeny farnosti Děkov, Kněževes u Rakovníka, Kolešovice, Panoší Újezd, Rousínov, Senomaty, Slabce
- Římskokatolická farnost Rakovník, od 1. ledna 2004 do ní byly sloučeny farnosti Kounov, Lišany, Lužná, Mutějovice, Olešná
- Římskokatolická farnost Zbečno, od 1. ledna 2004 do ní byly sloučeny farnosti Bratronice, Křivoklát, Městečko, Nezabudice, Skryje

### Vikariát Beroun
Ve vikariátu je 7 farností (ke sloučení došlo k 1. červenci 2006 ), z toho 5 je spravovaných přímo a 2 excurrendo. Okrskovým vikářem je Josef Pecinovský. Ve vikariátu je 81 kostelů a kaplí, působí zde 8 kněží a 1 jáhen.

- Římskokatolická farnost Beroun, k 1. červenci 2006 do ní byly sloučeny farnosti Hudlice, Králův Dvůr, Loděnice u Berouna, Nižbor, Svatý Jan pod Skalou, Tetín a Železná
- Římskokatolická farnost Hořovice, k 1. červenci 2006 do ní byly sloučeny farnosti Bezdědice u Hořovic, Hostomice pod Brdy, Lochovice, Mrtník a Praskolesy. 1. ledna 2007 byla připojena Římskokatolická farnost Svatá Dobrotivá-Zaječov, jejíž kostel byl změněn na klášterní.[44]
- Římskokatolická farnost Rudná-Hořelice
- Římskokatolická farnost Řevnice, k 1. červenci 2006 do ní byly sloučeny farnosti Dobřichovice-Karlík, Karlštejn, Liteň, Osov, Všenory a Všeradice. Současně byla zrušena Římskokatolická farnost Karlštejn-hrad, nástupcem je Kolegiátní kapitula.
- Římskokatolická farnost Tachlovice
- Římskokatolická farnost Úhonice
- Římskokatolická farnost Žebrák, k 1. červenci 2006 do ní byly sloučeny farnosti Borek, Cerhovice, Neumětely, Tmaň, Velíz-Kublov, Zdice.

### Vikariát Příbram
Ve vikariátu je 30 farností, z toho 10 spravovaných přímo (Dobříš, Jince, Krásná Hora nad Vltavou, Mníšek pod Brdy, Petrovice u Sedlčan, Sedlčany, Starý Knín a všechny tři farnosti v Příbrami) a 20 excurrendo. Slučování farností se připravuje. Okrskovým vikářem je Jindřich Krink. Působí zde 16 kněží, 1 jáhen a 5 pastoračních asistentů, je zde 73 kostelů a kaplí.

- Římskokatolická farnost Dobříš
- Římskokatolická farnost Jince, od 1. července 2009 do ní byly sloučeny farnosti Hluboš a Pičín[47]
- Římskokatolická farnost Krásná Hora nad Vltavou, od 1. července 2009 do ní byly sloučeny farnosti: Dolní Hbity, Hřimeždice, Kamýk nad Vltavou, Svatý Jan u Sedlčan[48]
- Římskokatolická farnost Mníšek pod Brdy, od 1. července 2009 do ní byly sloučeny farnosti Líšnice a Trnová[49]
- Římskokatolická farnost Petrovice u Sedlčan, od 1. července 2009 do ní byly sloučeny farnosti Obděnice a Nechvalice[50]
- Římskokatolická farnost u kostela sv. Jakuba Staršího Příbram, od 1. července 2009 do ní byla sloučena farnost Višňová[51]
- Římskokatolická farnost u kostela Nanebevzetí Panny Marie Příbram - Svatá Hora
- Římskokatolická farnost u kostela sv. Vojtěcha Příbram VI – Březové Hory, od 1. července 2009 do ní byla sloučena farnost Obecnice[52]
- Římskokatolická farnost Sedlčany, od 1. července 2009 do ní byly sloučeny farnosti Vojkov, Dublovice, Chlum u Sedlčan, Jesenice u Sedlčan, Kosova Hora, Počepice[53]
- Římskokatolická farnost Starý Knín, od 1. července 2009 do ní byly sloučeny farnosti Borotice a Živohošť[54]
- Římskokatolická farnost Svaté Pole

### Vikariát Benešov
Ve vikariátu je 25 farností, z toho 9 je spravovaných přímo a 16 excurrendo. Slučování farností je očekáváno. Působí zde 9 kněží, 2 jáhni a 1 pastorační asistentka, je zde 59 kostelů a kaplí. Okrskovým vikářem je František Masařík.

- Římskokatolická farnost Benešov, od 1. července 2009 do ní byla sloučena farnosti Okrouhlice[57]
- Římskokatolická farnost Bystřice u Benešova, od 1. července 2009 do ní byly sloučeny farnosti: Chotýšany, Popovice u Benešova, Postupice[58]
- Římskokatolická farnost Křečovice, od 1. července 2009 do ní byly sloučeny farnosti: Bělice, Maršovice, Neveklov[59]
- Římskokatolická farnost Poříčí nad Sázavou, od 1. července 2009 do ní byly sloučeny farnosti: Kozmice u Benešova a Vranov u Benešova[60]
- Římskokatolická farnost Sedlec - Prčice (web), od 1. července 2009 do ní byly sloučeny farnosti: Arnoštovice a Červený Újezd[61]
- Římskokatolická farnost Týnec nad Sázavou, od 1. července 2009 do ní byly sloučeny farnosti: Netvořice, Václavice u Benešova, a Vysoký Újezd u Benešova[62]
- Římskokatolická farnost Votice, od 1. července 2009 do ní byly sloučeny farnosti: Jankov, Ouběnice a Vrchotovy Janovice[63]

### Vikariát Vlašim
Ve vikariátu je 9 farností, z toho 8 spravovaných přímo a 1 excurrendo. Působí zde 10 kněží, 1 jáhen a 1 pastorační asistent. je zde 69 kostelů a kaplí. Před sloučením farností k 1. lednu 2008 bylo ve vikariátu 28 farností, 11 kněží a 72 kostelů. Sloučení farností proběhlo k 1. lednu 2008.
 Okrskovým vikářem je Jaroslav Konečný.

- Římskokatolická farnost Čechtice, k 1. lednu 2008 do ní byly sloučeny farnosti Borovnice, Křivsoudov a Zhoř.
- Římskokatolická farnost Divišov, k 1. lednu 2008 do ní byly sloučeny farnosti Třebešice a Zdebuzeves.
- Římskokatolická farnost Hrádek, od roku 2001 ve správě Kongregace kněží mariánů. K 1. lednu 2008 do ní byly sloučeny farnosti Radošovice a Trhový Štěpánov.
- Římskokatolická farnost Keblov, k 1. lednu 2008 do ní byly sloučeny farnosti Dolní Kralovice a Snět
- Římskokatolická farnost Louňovice pod Blaníkem, k 1. lednu 2008 do ní byly sloučeny farnosti Kamberk a Šlapánov
- Římskokatolická farnost Veliš u Vlašimi, spravuje excurrendo vlašimský kaplan, do budoucna se s ní počítá jako s malou farností pro kněze se zdravotním omezením
- Římskokatolická farnost Vlašim, k 1. lednu 2008 do ní byly sloučeny farnosti Domašín a Kondrac
- Římskokatolická farnost Zdislavice, k 1. lednu 2008 do ní byly sloučeny farnosti Pravonín a Načeradec
- Římskokatolická farnost Zruč nad Sázavou, k 1. lednu 2008 do ní byly sloučeny farnosti Kácov a Soutice

Farnosti Čestín a Petrovice II byly od 1. ledna 2008 přičleněny do farností Uhlířské Janovice ve vikariátu Kolín.

### Vikariát Jílové
Vikariát nemá přirozené spádové centrum, jeho území leží bezprostředně na jih a východ od Prahy a tvoří jej tři výběžky. Ve vikariátu je 26 farností, z toho 9 spravovaných přímo a 17 excurrendo. Slučování farností dosud neproběhlo. Působí zde 15 kněží, 2 jáhni a 2 pastorační asistenti, je zde 79 kostelů a kaplí. Okrskovým vikářem je Miroslav Malý.

- Římskokatolická farnost Čestlice
- Římskokatolická farnost Hrusice
- Římskokatolická farnost Jílové u Prahy, od 1. července 2009 do ní byly sloučeny farnosti Dolní Jirčany a Pyšely[70]
- Římskokatolická farnost Mnichovice, od 1. července 2009 do ní byly sloučeny farnosti Chocerady a Ondřejov u Prahy[71]
- Římskokatolická farnost Říčany u Prahy, od 1. července 2009 do ní byly sloučeny farnosti: Jažlovice, Kostelec u Křížků, Mukařov, Popovičky, Velké Popovice[72]
- Římskokatolická farnost Sázava-Černé Budy, od 1. července 2009 do ní byly sloučeny farnosti: Rataje nad Sázavou, Stříbrná Skalice, Úžice u Kutné Hory[73]
- Římskokatolická farnost Štěchovice, od 1. července 2009 do ní byla sloučena farnost Slapy nad Vltavou[74]
- Římskokatolická farnost Úvaly, od 1. července 2009 do ní byly sloučeny farnosti: Hradešín, Sluštice a Tuklaty[75]

Římskokatolická farnost Jirny byla od 1. května 2006 připojena do III. pražského vikariátu.

### Vikariát Kolín
Ve vikariátu je 5 farností, všechny jsou přímo spravované. Ke sloučení (snížení počtu z 37 na 5) došlo 1. 1. 2005 a 1. 1. 2006. Působí zde 12 kněží, 2 jáhni a 2 pastorační asistentky, je zde 91 kostelů a kaplí. Okrskovým vikářem je Libor Bulín.

Farnosti byly sloučeny od 1. ledna 2005 , necelé tři farnosti z jílovského vikariátu byly připojeny ještě 1. 1. 2006. Dvě farnosti z vikariátu Vlašim byly k 1. lednu 2008 sloučeny s farností Uhlířské Janovice.
- Římskokatolická farnost Český Brod, od 1. ledna 2005 do ní byly sloučeny farnosti Lstiboř, Přistoupim, Tismice, od 1. ledna 2006 do ní byly sloučeny farnosti Kounice, Poříčany a obce Bříství a Starý Vestec ze zrušené a rozdělené farnosti Bříství.
- Římskokatolická farnost Kolín, od 1. ledna 2005 do ní byly sloučeny farnosti Křečhoř, Lošany, Nebovidy, Nová Ves I, Ovčáry, Předhradí u Nymburka, Ratboř, Solopysky, Starý Kolín, Suchdol, Velim, Veltruby
- Římskokatolická farnost Kostelec nad Černými Lesy, od 1. ledna 2005 do ní byly sloučeny farnosti Konojedy u Kostelce nad Černými lesy, Kouřim, Malotice, Oleška, Svojšice u Kostelce nad Černými lesy, Vitice
- Římskokatolická farnost Pečky,[80], od 1. ledna 2005 do ní byly sloučeny farnosti Dobřichov, Plaňany, Ratenice, Skramníky
- Římskokatolická farnost Uhlířské Janovice, od 1. ledna 2005 do ní byly sloučeny farnosti Dolní Chvatliny, Drahobudice, Horní Kruty, Košice, Sudějov, Vavřinec, Zásmuky. Od 1. ledna 2008 do ní byly sloučeny farnosti Čestín a Petrovice II, původně z vikariátu Vlašim.[64]

### Vikariát Stará Boleslav
Ve vikariátu je 6 farností, všechny jsou přímo spravované. Okrskovým vikářem je Michal Procházka. Působí zde 12 kněží, 1 jáhen a 1 pastorační asistent. Je zde 50 kostelů a kaplí.
 Farnosti byly sloučeny od 1. ledna 2006.
- Římskokatolická farnost Benátky nad Jizerou, od 1. ledna 2006 do ní byly sloučeny farnosti Hlavno, Předměřice nad Jizerou
- Římskokatolická farnost Brandýs nad Labem, od 1. ledna 2006 do ní byly sloučeny farnosti Dřevčice, Sluhy, Svémyslice
- Římskokatolická farnost Čelákovice, od 1. ledna 2006 do ní byly sloučeny farnosti Nehvizdy, Přerov nad Labem, Vyšehořovice
- Římskokatolická farnost Lysá nad Labem, od 1. ledna 2006 do ní byly sloučeny farnosti Kostomlaty nad Labem, Milovice u Lysé nad Labem
- Římskokatolická farnost Nymburk, od 1. ledna 2006 do ní byly sloučeny farnosti Chleby, Sadská, Veleliby, Všejany a obec Velenka ze zrušené a rozdělené farnosti Bříství.
- Římskokatolická farnost Stará Boleslav, od 1. ledna 2006 do ní byly sloučeny farnosti Kostelec nad Labem, Kozly, Skorkov, Všetaty

Farnosti Klecany, Líbeznice a Odolena Voda byly od 1. ledna 2006 sloučeny a převedeny do IV. pražského vikariátu.